# 鳳城粉粿
鳳城粉粿原本是順德鳳城的家常點心，後來因本來是大良自梳女的「娥姐」到廣州茶樓打工。打工期間，因其美貌姿色，深得西關之「黃大少」寵愛。後來黃開了間「茶香室」，以娥姐粉粿做招牌貨，由於粉粿皮薄餡靚，很快名氣傳遍廣州。後來也傳到香港，也称顺德妈姐水饺、顺德妈姐水饺。
粉粿用澄麵做皮，餡料有菜脯粒、蝦米、花生、芫荽、瘦肉粒等。隔水蒸的粉果色澤為半透明，皮薄而略帶靭度，與蝦餃不同。